# Guido Crepax
Guido Crepax (Milano, 15 luglio 1933 – Milano, 31 luglio 2003) è stato un fumettista italiano. Ha profondamente influenzato il mondo del fumetto erotico europeo dalla seconda metà del XX secolo. È noto soprattutto per il suo personaggio Valentina, ideato nel 1965 nel contesto degli anni sessanta, caratterizzato dal sofisticato disegno e dalla psichedelica e onirica trama, in genere con una forte dose di erotismo. Le opere di Crepax sono state tradotte in numerosi Paesi, tra i quali Francia, Brasile, Spagna, Germania, Giappone, Stati Uniti, Finlandia e Grecia.

Guido Crepax al suo tavolo da lavoro. Sullo sfondo una fotografia del padre Gilberto.

Fu sempre caratterizzato da uno stile personalissimo, elegante e ricercato nel segno. Estremamente libero dal punto di vista compositivo, Crepax costruisce ogni tavola in base alle esigenze del momento, ma si può notare il frequente ricorso alla scomposizione delle immagini in vignette più piccole, a volte piccolissime, dettagli minimi (le labbra appena dischiuse, uno sguardo, un telefono che non squilla) per sottolineare uno stato d'animo, per creare un'attesa, per evidenziare un particolare importante.

## Biografia

### Origini e carriera
Guido Crepax nacque a Milano il 15 luglio 1933. Era figlio di Gilberto Crepax, primo violoncello della Scala, originario di Dolo (in provincia di Venezia) e fratello del discografico Franco Crepax. Si laureò in architettura nel 1958 ma già prima aveva iniziato a occuparsi di grafica pubblicitaria creando poster e copertine per riviste (tra cui la prima copertina originale dell'edizione italiana di Galaxy), libri e LP (compreso il famoso Nel blu dipinto di blu di Domenico Modugno).
Nel 1957 divenne famoso per la sua campagna pubblicitaria della Shell, che ricevette la Palma d'oro per la pubblicità. L'anno dopo cominciò a collaborare con il Tempo Medico, la prima rivista medica italiana, di cui disegnò le copertine fino a metà del 1980. Nel 1963 Crepax entrò nel mondo dei fumetti e due anni più tardi creò il suo più famoso personaggio, Valentina, apparsa inizialmente sulla rivista di fumetti Linus come personaggio secondario di una serie di fantascienza; Valentina è la fidanzata di Philip Rembrant, un critico d'arte che possiede strani poteri ed è noto anche col nome di Neutron. Il primo episodio è La curva di Lesmo (una curva dell'autodromo di Monza) seguito a sua volta da altri trenta raccolti in sette libri. A questi si aggiungono nel tempo altri libri come la Lanterna magica del 1977 e Valentina pirata (il primo interamente a colori).

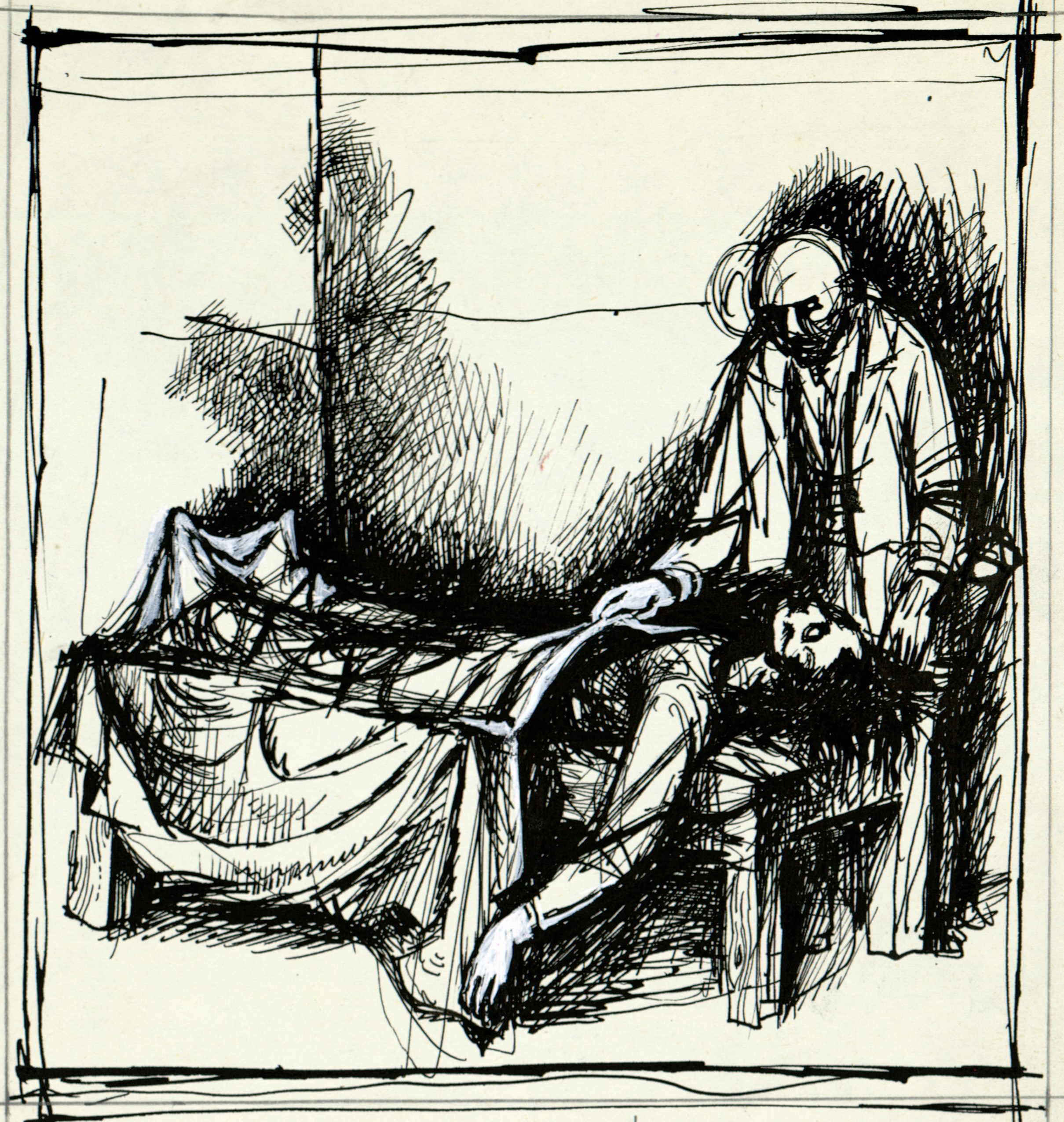
Disegno per copertina di libretto per L'albergo dei poveri per l'editore Ricordi. Milano, Archivio storico Ricordi.

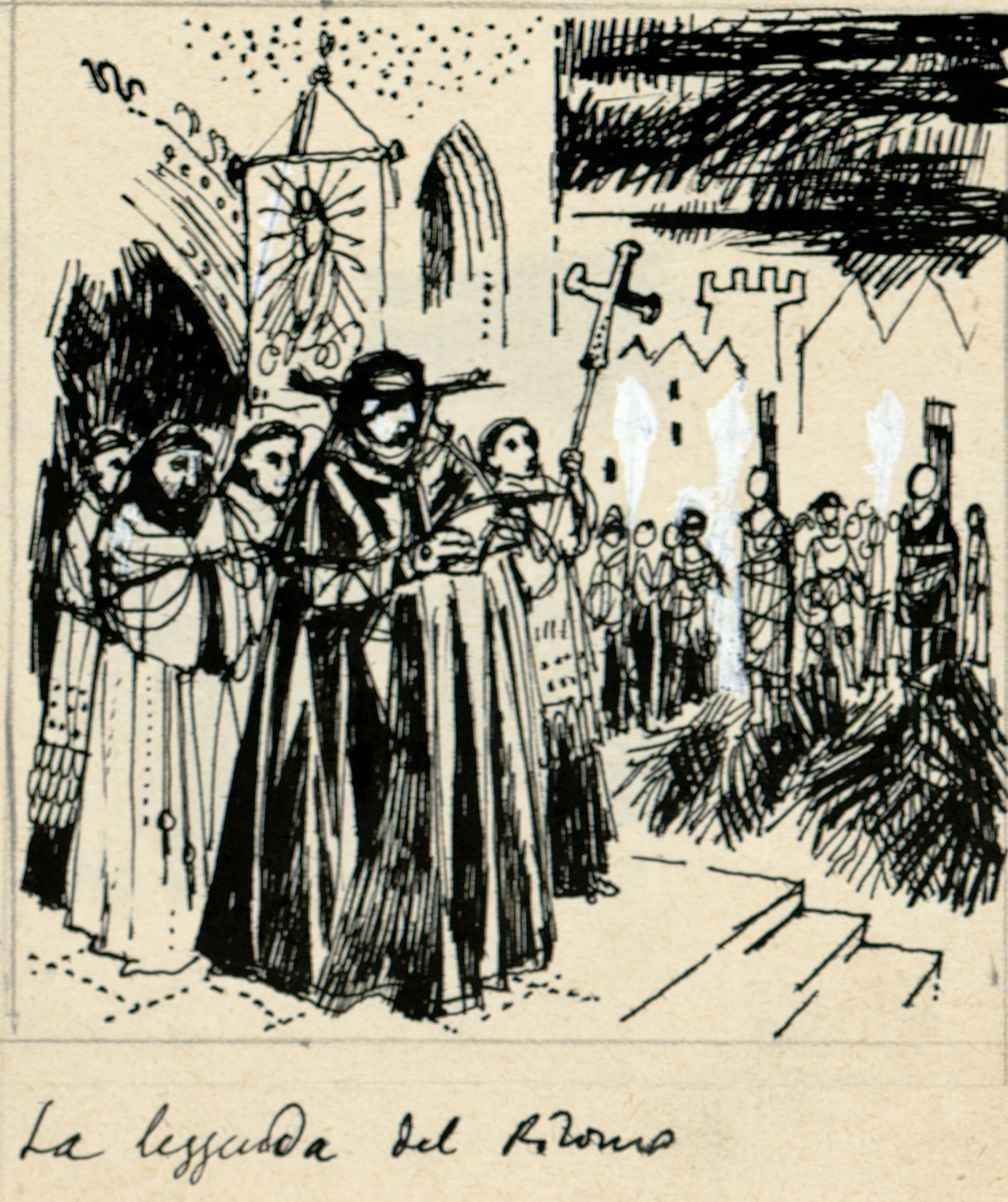
Disegno per copertina di libretto per La leggenda del ritorno per l'editore Ricordi. Milano, Archivio storico Ricordi.

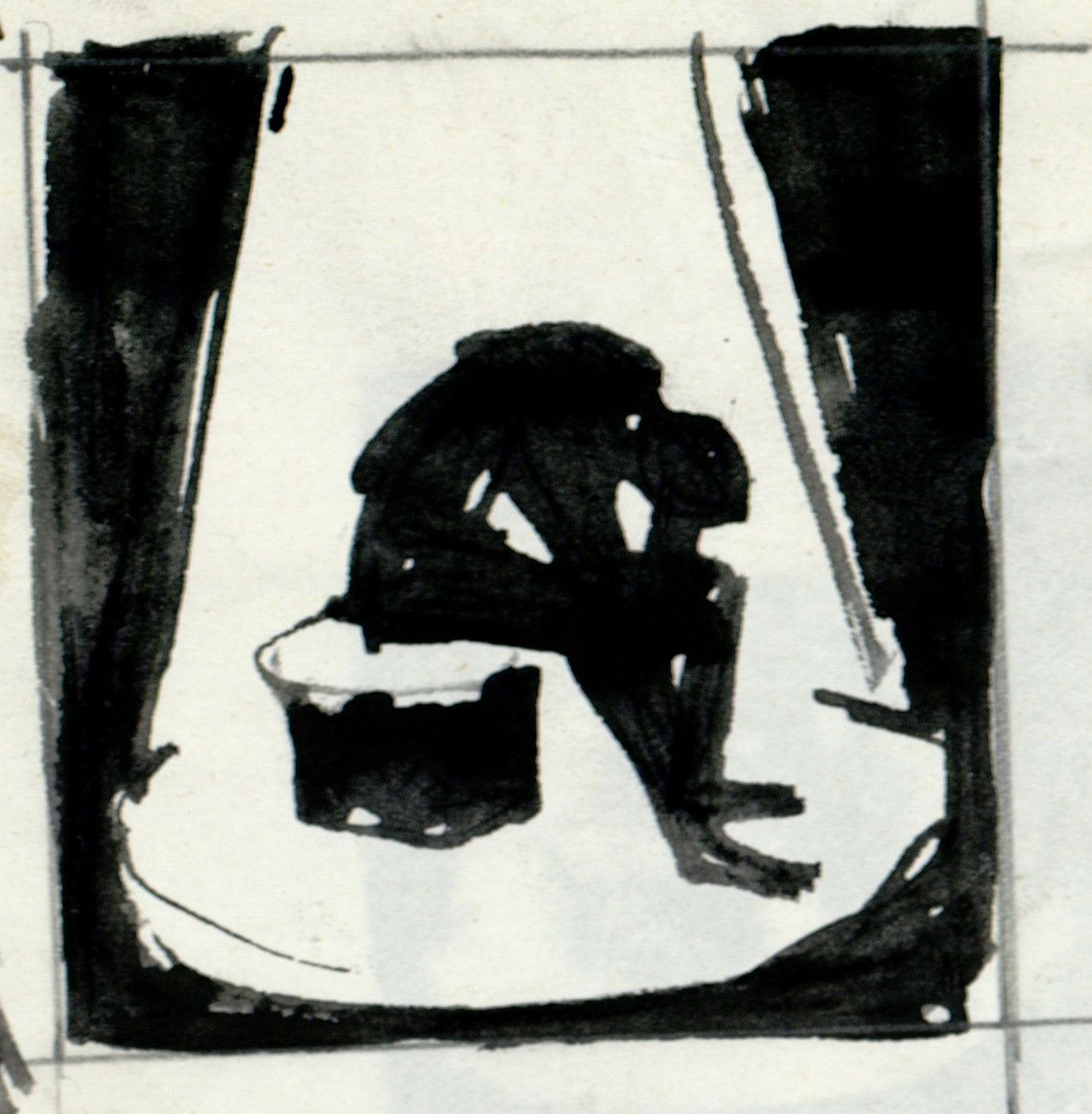
Disegno per copertina di libretto, disegno per Count Down. Archivio Storico Ricordi

Valentina nasce quindi su Linus e per lungo tempo fu questa la rivista che la farà crescere e conoscere; Valentina avrà la caratteristica piuttosto inconsueta nel mondo del fumetto, di invecchiare, seppur più lentamente del normale. L'uscita di scena della sensualissima ragazza dai capelli a caschetto avviene nel 1995, dopo oltre trent'anni, con la storia Al diavolo Valentina. Le avventure di Valentina sono un miscuglio di temi onirici, fantastico, fantascienza, spionaggio e (successivamente) erotismo. Hanno avuto un grande successo in Italia e all'estero (specialmente in Francia). Neutron viene grandemente surclassato e messo in ombra e perde i suoi superpoteri, pur divenendo il protagonista di un fumetto pubblicato nella rivista Corto Maltese. Ispirato all'Odissea di Omero, verrà considerato uno dei picchi massimi della produzione di Crepax (anche dal punto di vista dei dialoghi, sempre ritenuti elemento debole delle sue storie). Valentina, ispirata all'attrice del cinema muto Louise Brooks e in parte alla moglie di Crepax, Luisa, ha ispirato a sua volta un film del 1973 (Baba Yaga diretto da Corrado Farina con Isabelle de Funès nella parte di Valentina) e nel 1989 una serie di telefilm per la tv, in cui la protagonista era interpretata da Demetra Hampton.
Crepax ha dato vita a molti altri personaggi, in massima parte figure femminili protagoniste di storie dall'erotismo elegante e ricercato. Alcuni personaggi sono frutto della fantasia dell'autore, altri invece nascono dall'adattamento di opere letterarie. Fra le altre eroine di Crepax si possono contare Belinda, Bianca, Anita, Giulietta e Francesca. La prima ad apparire, in ordine di tempo, è Belinda, realizzata nel 1967 e protagonista di due storie. L'anno seguente fa il suo esordio Bianca (1968), protagonista di una serie di avventure brevi (La casa matta, Odessa 1905, Il collegio delle fanciulle, Quadri straordinari ecc) e in seguito anche di una rivisitazione de I viaggi di Gulliver di Jonathan Swift. Di Bianca verranno poi pubblicati altri episodi sulla rivista Il Grifo.
A Bianca segue la bionda Anita (ispirata da Anita Ekberg, protagonista del film La dolce vita di Federico Fellini), protagonista di Anita, una storia impossibile, una impressionante storia onirica in cui ha un rapporto sessuale con la TV e in cui si può leggere una evidente critica all'influenza dei media. I fumetti su Francesca riguardano la vita di una collegiale adolescente, senza alcuna connotazione erotica, e sono apparse sulle pagine di Lupo Alberto Magazine. Per L'Espresso Più crea, negli anni novanta, i personaggi di Giulietta e Romeo che poi riprende per la rivista Comic Art sulla quale pubblica diversi episodi. Il riferimento a Shakespeare non va molto oltre il titolo e il nome dei protagonisti.
Intanto, nel 1976, Crepax realizza Casanova, una trasposizione della vita del celebre libertino nella Venezia del settecento. Il 1978 è la volta di Histoire d'O, dal romanzo di Pauline Réage (pseudonimo della scrittrice Dominique Aury), la storia di una donna che si rende schiava e si presta a qualsiasi pratica erotica per amore. Nel 1979 traspone a fumetti uno dei romanzi più scandalosi del Marchese de Sade (da cui deriva il termine sadismo), Justine o le disavventure della virtù, nel fumetto in due parti Justine. Tra gli altri adattamenti Venere in pelliccia (1984) ispirato all'opera di Leopold von Sacher-Masoch (dal cui nome è stato coniato il termine masochismo) dove Crepax tratta i temi del romanzo in maniera meno allusiva e più cruda. Questi adattamenti sono seguiti da quello di Emmanuelle.
In questi adattamenti Crepax si dimostra più esplicito nella rappresentazione della sessualità di quanto non lo sia nelle storie di Valentina, Bianca e delle altre sue eroine; il tratto è sempre elegante e ricercato ma le storie oltrepassano quell'erotismo, a volte anche molto spinto, tipico dell'autore, per consentirgli di adattare le opere letterarie fedelmente e senza falsi moralismi. Crepax non si è limitato ad adattare a fumetti opere di carattere apertamente erotico, trasponendo anche classici in cui l'erotismo è assente o soltanto suggerito. Si tratta molto spesso di classici della letteratura orrorifica o fantastica.
Con Il duplice delitto della via Morgue, pubblicato nel 1968 su Linus, Crepax si cimenta con la letteratura gotica di Edgar Allan Poe illustrando l'opera dello scrittore statunitense in sette tavole. Sempre per la rivista Linus realizzerà nel 1971 un altro racconto di Poe, Il mistero di Marie Roget. Tornerà infine sull'opera del maestro del gotico molti anni dopo, trasponendo una personalissima interpretazione de La lettera rubata per la rivista Il Grifo. Per Corto Maltese, rivista di fumetto d'autore che si affaccia sul mercato nel 1983, pubblica sin dal primo numero una trasposizione abbastanza fedele del Dracula di Bram Stoker. Crepax pubblica il suo Conte Dracula seguendo le vicende tracciate da Stoker, anche se calca la mano sugli aspetti più sensuali legati alla figura del vampiro.
Con Dr Jekyll e Mr Hide nel 1987 adatta il famoso romanzo di Robert Louis Stevenson; tra l'altro l'autore aveva già realizzato in gioventù una versione della storia (Il Dottor Jekill, realizzata tra il 1945 ed il 1946 insieme ad un'altra storia: L'uomo invisibile) pubblicata solo successivamente nel 1972. Crepax si è cimentato anche con il bellissimo romanzo di Henry James, Giro di vite riuscendo a ricreare l'atmosfera morbosa dello stesso ma rendendo in qualche modo più esplicito quello che nel romanzo viene soltanto lasciato intendere. Giro di vite è stato pubblicato a puntate sulle pagine di una delle ultime riviste di fumetto Il Grifo (a cura di Vincenzo Mollica).
Nel 1999 ha adattato anche Il processo di Franz Kafka rendendo le inquietanti e grottesche atmosfere del romanzo. L'anno seguente è la volta di Salomè, reinterpretato in chiave moderna da un Crepax ormai decisamente orientato verso la rivisitazione di grandi classici. L'ultima delle opere realizzate in questo senso (in realtà l'ultimo fumetto in assoluto pubblicato da Crepax) è ancora una volta un classico della letteratura horror: Frankenstein di Mary Shelley, pubblicato nel 2002 direttamente in volume da Grifo Edizioni. Crepax ha spesso operato riletture e rivisitazioni di vecchi miti come nel già citato caso di Bianca alla quale ha fatto rivivere le avventure di Gulliver nella storia I viaggi di Bianca (pubblicato su alter alter nel 1983) o di Neutron che si è trovato a ripercorrere una sorta di versione moderna dell'Odissea interpretando una specie di Ulisse nella storia Nessuno.

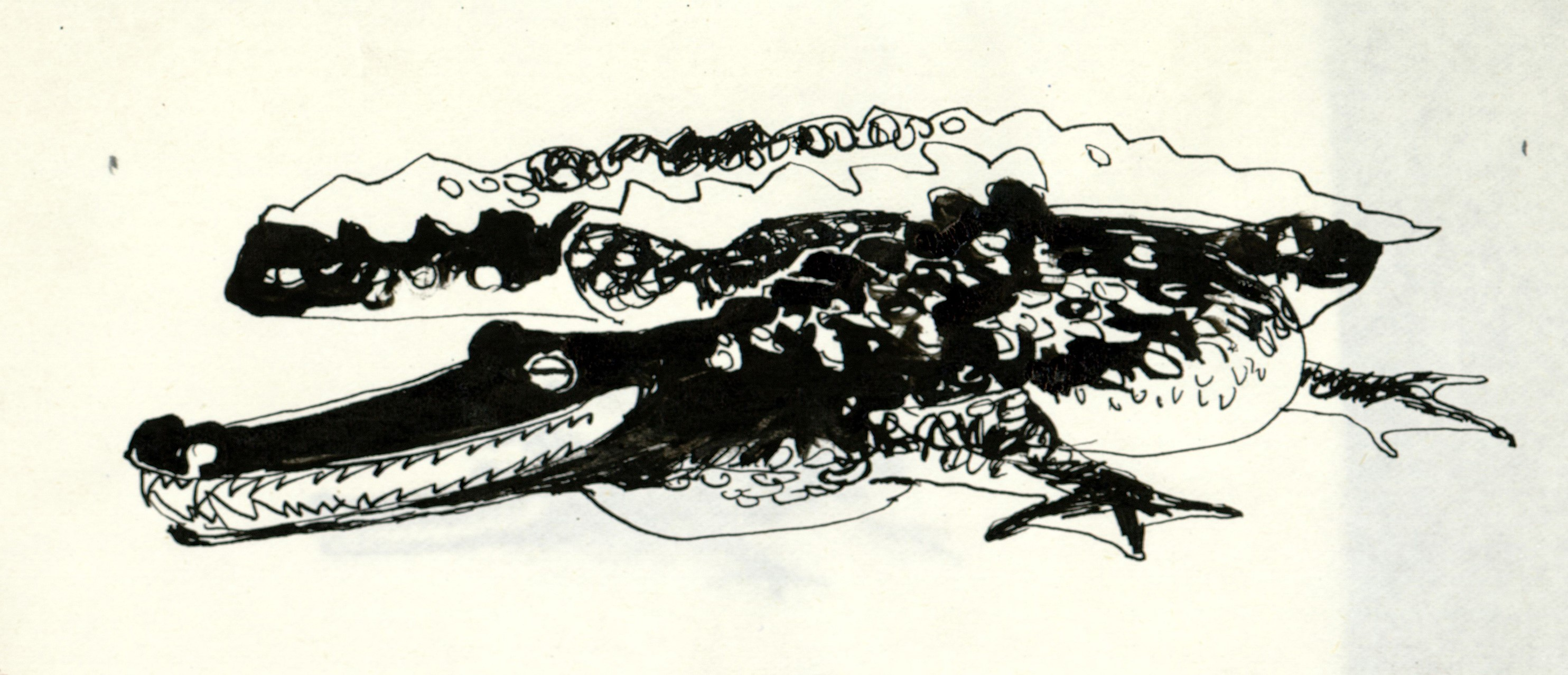
Disegno per copertina di libretto, disegno di Guido Crepax per Il coccodrillo (s.d.)

Ma a questa sorte non sfugge neanche Valentina, che affronterà il suo episodio più scabroso proprio per reinterpretare a modo suo un'opera letteraria, il romanzo di Georges Bataille Storia dell'occhio, nell'avventura Storia di una storia. Non mancano storie libere dell'autore disseminate sulle riviste più varie o su volumi dedicati alla sua opera. Tra le riviste con le quali la collaborazione è stata più intensa vi sono Linus, alter alter e Corto Maltese (sul quale l'autore continuerà a lungo le avventure di Valentina dopo la chiusura delle altre riviste), ma non mancano collaborazioni con numerose altre riviste come i già citati Il Grifo (Il sesto senso, alcuni episodi di Bianca ecc), Comic Art (Becky Lee, La storia immortale, Piccolo grande Bogey, Gradiva ecc), Eureka (alcuni episodi di Anita).
Ne La Calata di Mac Similiano XXXVI, pubblicata su Linus nel 1969, l'autore esprime il suo punto di vista sull'intervento militare americano in Vietnam; nel 1977 realizza L'uomo di Pskov sul tema della rivoluzione russa, seguito un anno dopo da L'uomo di Harlem, sul mondo del jazz a New York, nella collana Un uomo un'avventura edita dalla Sergio Bonelli Editore.
Oltre alla sua di gran lunga più conosciuta attività fumettistica, Crepax era un appassionato progettista di giochi di guerra e collezionista di soldatini di carta, da lui stesso disegnati.
Suoi sono stati alcuni dei primi giochi di guerra destinati al grande pubblico pubblicati in Italia:

### Morte
Malato da anni di una forma grave di sclerosi multipla, Guido Crepax è morto il 31 luglio 2003 a causa della patologia neurologica, in seguito a un peggioramento improvviso il mese precedente. Dopo una commemorazione civile, il corpo è stato tumulato senza cerimonia alcuna nella Cripta del Famedio del Cimitero Monumentale di Milano, accanto a Giorgio Gaber.

## Vita privata
Era sposato con Luisa Mandelli (Trieste, 25 dicembre 1937 – Milano, 2 novembre 2020), ispiratrice di Valentina, deceduta per complicazioni da COVID-19. La coppia ebbe tre figli.

## Opere

### Altre storie
- 1968 - L'astronave pirata
- 1967 - Belinda contro i mangiadischi
- 1969 - Bianca - Una storia eccessiva
- 1969 - La calata di Mac Similiano XXXVI
- 1971 - Anita - Una storia possibile
- 1977 - L'uomo di Pskov
- 1979 - L'uomo di Harlem
- 1980 - Hello, Anita!
- 1982 - I viaggi di Bianca
- 1983 - Belinda contro i mangiadischi 2
- 1985 - Bianca la folle
- 1988 - Input Anita
- 1988 - Anita color
- 1988 - Becky Lee - Le avventure di una fotomodella
- 1990 - Giulietta
- 1991 - Bianca in persona
- 1991 - Bianca - 8½
- 1992 - Francesca
- 1994 - Scambio imprevisto
- 1994 - Anita - Piccolo grande Bogey
- 1999 - Bianca, pronto?

### Adattamenti a fumetti di opere letterarie
- 1968 - Il duplice delitto della Via Morgue di Edgar Allan Poe
- 1971 - Il mistero della morte di Marie Rogêt di Edgar Allan Poe
- 1975 - Histoire d'O di Pauline Réage
- 1977 - Casanova di Giacomo Casanova
- 1978 - Emmanuelle di Emmanuelle Arsan
- 1979 - Justine di Donatien Alphonse François de Sade
- 1983 - Conte Dracula di Bram Stoker
- 1984 - Venere in pelliccia di Leopold von Sacher-Masoch
- 1984 - Histoire d'O 2 (adattamento del film di Éric Rochat)
- 1987 - Dr. Jekyll e Mr. Hyde di Robert Louis Stevenson
- 1988 - Gradiva di Wilhelm Jensen
- 1988 - La storia immortale di Karen Blixen
- 1989 - Giro di vite di Henry James
- 1990 - Emmanuelle l'antivergine di Emmanuelle Arsan
- 1992 - La lettera rubata di Edgar Allan Poe
- 1999 - Il processo di Franz Kafka
- 2002 - Frankenstein di Mary Shelley

### Wargame
- La Battaglia di Trafalgar (Corriere dei Piccoli, 1964)
- La Battaglia di Waterloo (Linus, 1965)
- La Battaglia di Pavia (Linus, 1967)
- La Battaglia del Lago Ghiacciato - Alexandr Nevsky (Linus 1972, poi ristampato da Milano Libri)

## Riconoscimenti
- Torre Guinigi d'oro al Salone Internazionale dei Comics del 1967.
- Premio Yellow Kid al Salone Internazionale dei Comics  del 1971.